# Стокгольмський міжнародний водний інститут
Стокгольмський міжнародний інститут водних ресурсів (SIWI) — незалежна некомерційна організацієя, яка прагне посилити управління прісною водою на глобальному, регіональному, національному та місцевому рівнях. Заснована в 1991 році, SIWI проводить дослідження, розбудовує інституційну спроможність і надає консультативні послуги в п'яти тематичних сферах: управління водними ресурсами, транскордонне управління водними ресурсами, вода та зміна клімату, взаємозв'язок вода-енергія-продовольство та економіка води.

## Дослідження та компетентність
Стокгольмський міжнародний інститут водних ресурсів ініціює дослідження, керує проєктами та проводить дослідження з широкого кола питань, пов'язаних з водою. Розглядаючи та впроваджуючи стратегії та надаючи політичні консультації щодо управління та розвитку водних ресурсів, інститут також підтримує процеси прийняття рішень як на національному, так і на міжнародному рівнях.
Стокгольмський міжнародний інститут водних ресурсів регулярно публікує звіти, статті та аналітичні записки з широкого спектру питань води та розвитку. Співробітники часто проводять презентації, читають лекції або фасилітують на інших освітніх заходах і програмах, пов'язаних з водою, а також розбудови потенціалу. Вони часто є запрошеними лекторами в таких університетах, як Стокгольмський університет і Kоролівський технологічний інститут.
П'ять тематичних напрямків SIWI:
- Управління водними ресурсами.
- Транскордонне управління водними ресурсами.
- Вода та зміна клімату.
- Зв'язок вода-енергія-їжа.
- Економіка води.

Механізм управління водними ресурсами ПРООН (WGF) у SIWI працює над покращенням реформи управління водними ресурсами та впровадженням, надаючи підтримку та консультації щодо політики управління водними ресурсами державним установам та організаціям громадянського суспільства в країнах, що розвиваються. Менідж управління водними ресурсами також бере участь у глобальних і регіональних процесах моніторингу та оцінки водних ресурсів і координує розділ про управління водними ресурсами у Звіті ООН про розвиток світових водних ресурсів.
Шведський водний дім (SWH) — це ініціатива, що фінансується Міністерством навколишнього середовища Швеції та Міністерством закордонних справ Швеції та керується організацією SIWI. Виконуючи функцію мережі для шведських зацікавлених сторін у різних частинах водного сектору, SWH прагне зосередити шведську компетенцію у питаннях, пов'язаних з водою, і зв'язати цю компетенцію з міжнародними процесами.

## Всесвітній тиждень води у Стокгольмі
SIWI організовує Всесвітній тиждень води в Стокгольмі, щорічну тижневу конференцію для професіоналів з усього світу, які працюють у сфері води та розвитку. Щороку в серпні Всесвітній тиждень води зазвичай збирає близько 2500 учасників з уряду, академічних кіл, громадянського суспільства, приватного сектора та міжнародних і регіональних організацій.

## Призи та нагороди
Стокгольмська водна премія, Стокгольмська юнацька водна премія адмініструються SIWI. Кожна з цих премій вручається щорічно під час Всесвітнього тижня води в Стокгольмі. Разом із Радою співробітництва у сфері водопостачання та санітарії (WSSCC) SIWI також спонсорує нагороду WASH Media Award — нагороду, яку щороку присуджують журналістам, чия робота привела до підвищення обізнаності про важливість послуг водопостачання, санітарії та гігієни.